# Rok zwykły
Rok zwykły (in. rok nieprzestępny) – podstawowy rok kalendarzowy, którego długość jest krótsza od roku zwrotnikowego i musi być okresowo zwiększana celem dostosowania do niego. Występuje wyłącznie w kalendarzach o rachubie opartej na obiegu Ziemi dookoła Słońca lub o rachubie kombinowanej (Księżyc i Słońce). 

## Rok zwrotnikowy
Rok zwrotnikowy jest rzeczywistą miarą okresu obiegu Ziemi wokół Słońca i wynosi 365 dni 5 godzin 48 minut i 45,9747 sekund.

## Kalendarz gregoriański
Kalendarz gregoriański jest kalendarzem słonecznym. Obowiązuje w większości krajów świata m.in. w Polsce. Rok zwykły trwa w nim 365 dni, natomiast miesiącem przestępnym jest luty, który w roku zwykłym trwa 28 dni. Kalendarz gregoriański po uwzględnieniu lat przestępnych spóźnia się o jeden dzień na każde 3320 lat. W roku 2017 opóźnienie wynosiło 0 dni.

## Kalendarz juliański
Kalendarz juliański jest kalendarzem słonecznym. Jest obecnie podstawą roku liturgicznego w Kościele Prawosławnym. Rok zwykły trwa w nim 365 dni, natomiast miesiącem przestępnym jest luty, który w roku zwykłym trwa 28 dni. Kalendarz juliański po uwzględnieniu lat przestępnych spóźnia się o jeden dzień na każde 128 lat. W roku 2017 opóźnienie wynosiło 13 dni.

## Kalendarz żydowski
Kalendarz żydowski jest kalendarzem księżycowo-słonecznym. Jest podstawą wyznaczania świąt żydowskich oraz jest oficjalnym kalendarzem w Izraelu. Miesiące trwają naprzemiennie 30 i 29 dni i w związku z tym rok zwykły trwa 354, 355 lub 356 dni, natomiast w latach przestępnych dodawane są dodatkowe miesiące zgodnie z cyklem Metona. Kalendarz żydowski po uwzględnieniu lat przestępnych spóźnia się o jeden dzień na każde 219 lat. W roku 2017 trwał 5777/5778 rok żydowski i opóźnienie wynosiło 13 dni. 

## Kalendarz muzułmański
Kalendarz muzułmański jest kalendarzem księżycowym. Jest używany do celów religijnych przez wyznawców islamu oraz jest oficjalnym kalendarzem w Arabii Saudyjskiej. Miesiące trwają naprzemiennie 30 i 29 dni i w związku z tym rok zwykły trwa 364 dni. Aby utrzymać zgodność z fazami księżyca do 2-3 lata dodawany jest dodatkowy dzień (przez 30 lat 11 dni). W roku 2017 trwał 1438/1439 rok hidżry i opóźnienie wynosiło 11 dni rocznie. 